# PlaneShift
PlaneShift (englisch, deutsch etwa „Ebenenwechsel“) ist ein kostenloses MMORPG, das in einer an das Mittelalter angelehnten Fantasiewelt spielt.

## Geschichte
Die Spielidee stammt von Luca Pancallo, der im Jahr 1994 eine zweidimensionale Version entwickelte und diese im Jahr 1996 der Öffentlichkeit vorstellte. Da keine Firma gefunden werden konnte, die das Spiel unterstützte, musste das Projekt im Jahr 1998 eingestellt werden. Im Jahr 2000 konnte Pancallo die Entwicklung einer dreidimensionalen Spielversion mit einem internationalen Team beginnen. Die entsprechende Software befindet sich derzeit noch immer im Entwicklungsstadium.
Das Client-Programm ist als Multiplattform-Software für Linux, Windows und macOS vorhanden. Der Quellcode wird von einer Entwickler-Community produziert, gegründet von Luca Pancallo und geführt durch die Non-Profit-Organisation Atomic Blue.
Der Engine-Code basiert auf dem freien 3D-Grafik-Framework Crystal Space.
Inhaber des Copyrights an der Software PlaneShift ist aber Atomic Blue, die Veröffentlichung erfolgt bis auf den Quellcode, der unter GPL veröffentlicht wird, unter einer eigenen Lizenz.
Da es keinen technischen Support für Crystal Space mehr gibt, wurde das gesamte Spiel auf die modernere Unreal Engine portiert. Am 6. Februar 2023 wurden die Spielercharaktere endgültig übertragen.
Eine besondere Eigenschaft an PlaneShift ist, dass die bisher erschienenen und auch alle zukünftig noch erscheinenden Versionen unentgeltlich nutzbar sind, d. h. die Client-Software ist kostenlos erhältlich und es fallen keine zeitabhängigen Nutzungsentgelte wie bei anderen MMORPGs an. 2009 verzeichnete es über 450.000 registrierte Benutzer, von denen bis zu 100 gleichzeitig online waren.
Die bisher erschienenen Entwicklungsstufen der Software wurden wie folgt benannt:
- 0.1 Atomic Blue, Mai 2002
- 0.2 Molecular Blue, März 2003
- 0.3 Crystal Blue, Dezember 2004
- 0.4 Steel Blue, März 2008
- 0.5 Arcane Chrysalis, Dezember 2009
- 0.6 Azure Spirit, November 2013

## Server
SkylabAuf diesem Server geht es nicht, wie bei vielen anderen MMORPGs, um das möglichst schnelle Erreichen eines bestimmten Erfahrungslevel und das Sammeln von Gegenständen, sondern vielmehr um das eigentliche Rollenspiel.
EzpcusaEin Server für Spieler, die vor allem einen hohen Erfahrungslevel erreichen wollen.
LaanxÄhnlich dem Skylab Server.

## Spielwelt
PlaneShift spielt innerhalb eines gigantischen Stalaktiten, Yliakum genannt. Das Leben in diesem Stalaktiten ist möglich, weil ein sehr großer Kristall, genannt die azurblaue Sonne, Licht von der Oberfläche des Planeten weiterleitet. Geplant sind 8 Spielebenen. Derzeit ist nur eine Ebene, mit den Städten Hydlaa, Gugrontid und Amdeneir, zwei Stadtvierteln der Stadt Ojaveda, einem Teil der Bronzenen Tore und einigen Orten außerhalb der Städte, zugänglich.

## Kommunikation im Spiel
Das Spiel kann durch englische Befehle (Makros) oder teilweise mausgesteuert gespielt werden. Die Kommunikation mit NPCs erfolgt auf zwei unterschiedliche Weisen. Innerhalb von Quests erleichtern Fenster mit verschiedenen Auswahlmöglichkeiten die Kommunikation. Außerhalb der Quests kann man in natürlicher Sprache, die von einem Parser analysiert wird, mit den NPCs plaudern und dabei einiges über die Spielwelt erfahren.
Es stehen IRC-Channels zur Verfügung, die eine Unterhaltung mit einem bestimmten Spieler, oder mit allen Spielern der Umgebung, ermöglichen; bevorzugt in englischer Sprache.
Spieler können sich für kurze Zeit zu Gruppen oder langfristig zu Gilden zusammenschließen. Die Gildenkommunikation erfolgt meist in der Muttersprache der Gildenmitglieder.

## Spielverlauf
Nach der kostenlosen Registrierung kann man bis zu vier verschiedene Charaktere einrichten, mittels eines Schnellverfahrens oder über die Zusammenstellung eines detaillierten Charakter-Hintergrunds. Mit dem ersten Spielcharakter durchläuft man dann das Tutorial, welches die grundlegende Spielmechanik, sowie die große Bedeutung von Rollenspiel innerhalb von PlaneShift erklärt. Durch das Töten von Monstern, durch Handwerk, durch Gewinnung von Rohstoffen, das Lösen verschiedener Aufgaben (Quests) oder die Teilnahme an Spielleiter-Ereignissen (GM-Events) erhält man Fortschrittspunkte, manchmal auch Gegenstände, die man verkaufen oder in Auktionen an Mitspieler versteigern kann. Mit Fortschrittspunkten und Geld kann man Fertigkeiten erlernen oder die Charakterattribute (z. B. Stärke, Ausdauer) verbessern.
Spielfiguren, die sterben, gelangen ins Totenreich (Death Realm), ein verzweigtes Labyrinth, von dem ein versteckter Ausgang wieder zurück in die normale Spielwelt führt.
Nachdem der Death Realm durchlaufen ist, wird die eigene Spielfigur für 30 Minuten mit einem Fluch belegt (Dakkru's Curse), der die Charakterattribute (Stats) halbiert.

## Rezeption
Planeshift überzeuge durch eine ausgeklügelte Story und beeindruckende Grafik. Es besäße schon in einer frühen Version eine Vielzahl von Spielfiguren und Waffen. Die Welt sei groß genug, um Freiraum für Erkundung zu bieten. Im Mittelpunkt stehe das Crafting und der Handel. Auch Kämpfe und Zauber seien gut integriert.